# Ronnebergmolen
De Ronnebergmolen, of Ronnenbergmolen, was een windmolen uit de 19de eeuw gelegen in Pepingen.

## Historiek
De staakmolen werd gebouwd in 1844. Voor de bouw werden de onderdelen gebruikt van de Molen van Trop die in 1830 gesloopt werd in Heikruis. In 1921 werd de molen afgebroken in opdracht van de toenmalige eigenaar Frans Dubois.

### Trivia
De molen werd na afbraak in 1921 opnieuw opgebouwd in Geel. Hier werd hij in 1955 definitief gesloopt.

### Ontsluiting van de historiek van de  molen
De locatie is een halte op de Molenfietsroute Pepingen. Deze wandel-/fietsroute is een onderdeel van de Molenbox, ontwikkeld door de Erfgoedcel Pajottenland Zennevallei in 2009. In 2023 werd de locatie van de voormalige molen door de gemeente Pepingen ontsloten via een QR-code.